# Gray Lock
Wawanotewat (c. 1670 – 1740), également orthographié Wawanolet ou Wawanolewat, plus connu sous son « nom de guerre » anglais de Gray Lock (et ses variantes : Tête Blanche, Greylock, chef Gray Lock, etc.), était un chef de guerre des  Abénaquis de l'ouest d'ascendance Woronoco/Pocomtuc qui est venu pour diriger le groupe des Abénaquis de Missisquoi, et dont la descendance directe s'est continué jusqu'à aujourd'hui.

## Biographie
Né vers 1670 près de ce qui est aujourd'hui Westfield dans le Massachusetts, il devint le leader le plus illustre et le plus important à défendre la résistance Waranoak, durant le peuplement par les premiers colons anglais de la «vallée centrale du fleuve Connecticut» dans l'actuelle Nouvelle-Angleterre.
La Guerre anglo-wabanaki durant les années 1720, connu comme la guerre de Dummer (également connu sous le nom guerre de Gray Lock, guerre de Lovewell, guerre du père Rasle), était peut-être la série la plus soutenue de batailles et de raids entre colons anglais et des groupes de la Confédération Wabanaki de la région. Gray Lock, chef légendaire, a accédé à la notoriété pendant cette période, en organisant la résistance Amérindienne basée à Otter Creek (Vermont)  sur la Rivière Missisquoi près de Swanton (village) dans le Vermont actuel.

## Contexte
Les commerçants et colons français furent les premiers européens à explorer la région de la rivière Kennebec, dans le Maine, avec Samuel de Champlain qui arrive en 1604 et revendique la région pour la France. Peu de temps après, cependant, les colons anglais ont commencé à habiter les terres le long de la Kennebec longtemps occupé par les Indiens Abénaquis, qui considèrent la région comme leur propre territoire. Comme le développement des établissements anglais de la région ont continué, les Français et les Abénaquis ont formé une alliance contre eux. La montée des tensions a dégénéré en un conflit ouvert en 1722. Contre les Français et les Abénaquis, les colons anglais de New York et les Iroquois, ont commencé l'expansion des raids anglais contre le nord de la colonie de la baie du Massachusetts, tout le long de la côte du Maine au lac Champlain. Le chef Gray lock se distingue rapidement comme le chef militaire prééminent des Abénaquis, pour mener des raids de guérilla fréquents et fructueux dans les zones de ce qui est maintenant le sud du Vermont et l'ouest du Massachusetts. Il a constamment échappé à ses poursuivants, pour acquérir, auprès de ses pairs, le nom du guerrier de Wawanolet (c. Wawanolewat, Wawanotewat), qui signifie à peu près « celui qui trompe les autres».

## Mémoire et traditions
Le point le plus élevé du Massachusetts dans les Monts Berkshire porte le nom : Mont Greylock, possiblement en sa mémoire.